# 旭川市立大学短期大学部
旭川市立大学短期大学部（あさひかわしりつだいがくたんきだいがくぶ、英語: Asahikawa City University Junior College, ACUJC）は、北海道旭川市に本部を置く日本の公立短期大学である。略称は旭川短大。日本最北端の短期大学であり、上川総合振興局管内唯一の短期大学である。

## 概観

### 大学全体
- 北海道旭川市に所在する日本の公立短期大学で、設置主体は公立大学法人旭川市立大学[1]。
- 1898年に発足した旭川裁縫専門学校を起源とする学校法人[注釈 2]によって、旭川女子短期大学の名前で1964年に開学。
- 1968年に北日本学院大学女子短期大学部、1970年に旭川大学女子短期大学部と改称した後も、引き続き私立大学であったが、2022年9月9日付けで、文部科学大臣より設置者を学校法人旭川大学から公立大学法人旭川市立大学へ変更することが認可され[2][3]、2023年4月1日付けで公立大学に移行した[注釈 3]。同時に、設置者変更に伴い「旭川大学短期大学部」の名称が「旭川市立大学短期大学部」に変更された[4]。
- 2学科からなる。キャンパスは旭川市立大学と同じ敷地内にある。

### 建学の精神（校訓・理念・学是）
- 公立大学に移行する前の旭川大学短期大学部における建学の精神は「地球に根ざし、地域を拓き、地域に開かれた大学」であった[注釈 4]。
- 2023年から現・旭川市立大学短期大学部に移行するにあたり、旭川大学短期大学部当時の建学の精神を踏まえてさらに発展させて「豊かな人間性と国際的な視野を有し自律した人材を育成する大学」「創造と実践で時代を切り拓く大学」「知の拠点として地域社会に貢献する大学」が建学理念に掲げられている[6][7]。

### 学風および特色
- 旭川市立大学短期大学部は自立できる人材養成が教学の基本方針となっている。
- 旭川市立大学と同じキャンパス内にあるため、両者の交流が深い。

### 私立から公立への変更
- 2022年8月31日、文部科学省の大学設置・学校法人審議会において、旭川市が先に同年6月22日付けで北海道知事宛てに申請を行っている公立大学法人旭川市立大学の設立が認可されることを前提に、旭川大学短期大学部の設置者に係る同公立大学法人への変更認可を認める答申がなされた[8]。その後、同年9月9日に北海道知事より法人の設立[9]と文部科学大臣より設置者の変更とがそれぞれ認可された[2][3]。
- 大学等の設置者変更とともに、旭川大学は旭川市立大学に、旭川大学短期大学部は旭川市立大学短期大学部にそれぞれ名称が変更された。また、残る私学の側の学校法人旭川大学は学校法人旭川志峯学院に名称が変更された[注釈 5][10]。
- 2023年5月22日、全国公立短期大学協会の令和5年度 第73回（春季）通常総会において、旭川市立大学短期大学部に係る同協会への新会員入会が承認された[11]。

## 沿革
- 1951年
  - 3月9日 学校法人が成立する[12]。
- 1964年
  - 1月25日 左記を以て文部省[注 3]より短期大学の設置が認可される[注 4]。
  - 4月1日 旭川女子短期大学(あさひかわじょしたんきだいがく 英語:Asahikawa Women's Junior College[注釈 6])が以下の学科体制にて開学[注 5]。
  - 家政科 入学定員80名[注 6]。
- 1964年
  - 5月1日 学生数[19]/定員
    - 家政科 54[注釈 7]/80
- 1965年
  - 5月1日 学生数[20]/定員
    - 家政科 212[注釈 7]/160
- 1966年
  - 1月22日 別科の設置が認められ、以下の課程を設ける[21]。
  - 4月1日 家政科の入学定員を80→130に増員し、なおかつ以下の専攻課程に分離する[注 7]。
    - 家政専攻 入学定員80名[注釈 8]
    - 食物栄養専攻 入学定員50名[注釈 8]

  - 5月1日 学生数[25]/定員
    - 家政科 324[注釈 7]/210
- 1967年
  - 5月1日 学生数[26]/定員
    - 家政科 335[注釈 7]/260
- 1968年
  - 4月1日 旭川女子短期大学を北日本学院大学女子短期大学部(きたにほんがくいんだいがくたんきだいがくぶ、英語:Women's Junior College, the University of North Japan[注釈 9])に改称[27]。
  - 5月1日 学生数[28]/定員
    - 家政科 340[注釈 7]/260
- 1969年
  - 4月1日 以下の学科を増設する[29]。
    - 幼児教育学科 入学定員50名
- 1970年
  - 4月1日 以下の改称あり。
    - 北日本学院大学女子短期大学部→旭川大学女子短期大学部[30]
    - 家政科→家政学科[注釈 10]
    - 幼児教育科→幼児教育学科[注釈 10]

  - 5月1日 学生数[31]/定員
    - 家政学科 176[注釈 7]/260
    - 幼児教育学科 116[注釈 7]/100
- 1974年
  - 1月23日 専攻科の設置が認められ、以下の課程を設ける[32]。
    - 幼児教育専攻 入学定員10名

  - 4月1日 家政学科家政専攻の入学定員を80→50に減員[注 8]。
- 1975年
  - 5月1日 学生数[36]/定員
    - 家政学科 208[注釈 7]/200
    - 幼児教育学科 256[注釈 7]/100
- 1979年
  - 3月31日 以下については、左記をもって正式に廃止となる[注 9]。
    - 別科家政専修
- 1984年
  - 4月1日 幼児教育学科の入学定員を50→100に増員[注 10]。
  - 5月1日 学生数[44]/定員
    - 家政学科 170[注釈 7]/200
    - 幼児教育学科 224[注釈 7]/150
- 1985年
  - 5月1日 学生数[45]/定員
    - 家政学科 144[注釈 7]/200
    - 幼児教育学科 203[注釈 7]/200
- 1986年
  - 5月1日 学生数[46]/定員
    - 家政学科 134[注釈 7]/200
    - 幼児教育学科 216[注釈 7]/200
- 1987年
  - 4月1日 以下、学科及び専攻の各改称あり[注 11]。
    - 家政学科→生活学科
      - 家政専攻→生活文化専攻

  - 5月1日 学生数[49]/定員
    - 生活学科 143[注釈 7]/200
    - 幼児教育学科 214[注釈 7]/200
- 1992年
  - 5月1日 学生数[注 12]/定員
    - 生活学科 265[注釈 7]/200
    - 幼児教育学科 241[注釈 7]/200
- 1998年
  - 4月1日 専攻科に以下の課程を新設する[52]。
    - 福祉専攻 入学定員35名[注 13]
- 1999年
  - 5月1日 学生数[53]/定員
    - 生活学科 191[注釈 7]/200
    - 幼児教育学科 261[注釈 7]/200
- 2002年
  - 4月1日 この年度の入学生より生活学科の生活文化専攻を以下の課程に改組される[注 14]。
    - 生活福祉専攻 入学定員50名
- 2011年
  - 4月1日 旭川大学女子短期大学部を旭川大学短期大学部に改称[注 15]。
- 2014年
  - 1月 平成26年度大学入試センター試験参加短期大学の1校となる[59]。
- 2015年
  - 1月 平成27年度大学入試センター試験参加短期大学の1校となる[60]。
- 2016年
  - 1月 平成28年度大学入試センター試験参加短期大学の1校となる[61]。
- 2019年
  - 4月1日 以下については、この年度で学生募集を最終とする[注 16]。
    - 生活学科生活福祉専攻[注 17]
- 2022年
  - 4月1日 生活学科食物栄養専攻を食物栄養学科へ改称[65]。
- 2022年
  - 9月9日 公立大学法人旭川市立大学の設立、並びに同法人への設置者変更が認可される（いずれも9月9日付け）[2][9]。
- 2023年
  - 4月1日 設置者を公立大学法人旭川市立大学に変更（移管による大学の公立化）、大学名を旭川市立大学短期大学部（あさひかわしりつだいがくたんきだいがくぶ）に改称[注 18]。

## 基礎データ

### 所在地
- 北海道旭川市永山3条23丁目1番9号

### 交通アクセス
- JR宗谷線永山駅下車。

### 象徴
- 2023年に公立大学に移行した後は「旭川市立大学・旭川市立大学短期大学部」共通の新しいロゴマークが採用されており[68]、漢字の「旭川」と英略称の「ACU」を組み合わせたデザインのマークである[69]。
- 旭川大学短期大学部当時のカレッジマークは、石狩川が流れる様子をイメージして、ブルーを基調に流線形の「川」と「AU」を組み合わせたデザインであった旭川大学のものと同じものを使用していた。その当時のマークについては右記資料も参照のこと[注 19]。

## 教育および研究

### 組織

#### 学科
- 食物栄養学科 入学定員50名[1]
- 幼児教育学科 入学定員100名[1]

#### 学科の変遷
- 家政科→家政学科→生活学科
  - 家政専攻→生活文化専攻 入学定員50名[注 20]
  - 食物栄養専攻→食物栄養学科
  - 生活福祉専攻 入学定員50名[注 21]

#### 専攻科
- 幼児教育専攻 入学定員10名[75]
- 福祉専攻 入学定員35名[注釈 11]

#### 別科
- 家政専修 入学定員50名[78]

### 取得資格について
資格
- 栄養士：食物栄養学科
- 保育士：幼児教育学科

教職課程
- 幼稚園教諭二種免許状：幼児教育学科
- かつて設置されていた生活文化専攻では中学校教諭二種免許状（家庭）が設けられていた[注 22]

### 研究
- 『旭川女子短期大学紀要』[注釈 6]
- 『北日本学院大学女子短期大学部紀要』[注釈 9]
- 『旭川大学女子短期大学部紀要』[86]
- 『旭川大学短期大学部紀要』[87]

## 学生生活

### 部活動・クラブ活動・サークル活動
- 旭川市立大学短期大学部のクラブ活動は基本的に、旭川市立大学生と合同であり沢山のクラブがある。

### 学園祭
- 旭川大学短期大学部当時の学園祭は「北辰祭」と呼ばれ、旭川大学と合同で行われていた。

## 大学関係者と出身者

### 大学関係者
旭川大学短期大学部
- 細谷精一：6代学長
- 池田英俊：7代学長
- 田澤巌：8代学長
- 佐藤日吉：9代学長
- 三木毅：10代学長
- 山内亮史：11代学長
- 藤原潤一：12代学長[88]

旭川市立大学短期大学部
- 三上隆：初代学長[89]

## 大学の組織
- 旭川大学短期大学部当時の同窓会組織がある。

## 系列校
- 旭川市立大学

### かつての系列校
2022年度までの私立大学当時は、旧設置者の学校法人旭川大学の系列に属していた。
- 旭川大学高等学校（現・旭川志峯高等学校） - なお、旭川大学当時に2016年11月15日付けで高大連携協定を締結[90]。
- 旭川大学附属幼稚園（現・旭川志峯幼稚園）
- 旭川大学情報ビジネス専門学校（現・旭川情報ビジネス専門学校）

## 卒業後の進路について

### 就職について
- 最近の状況についてはホームページ等で確認すること[91]。

### 編入学・進学実績
- 旭川大学短期大学部当時は、併設の旭川大学ほか藤女子大学への編入学実績がある[92]。開学当初は、日本大学へ優先編入学できるという特典があった[93]。